# Борогань
Борогань (Бороганы, рум. Borogani, Борогань) — село в Леовском районе Молдавии. Относится к сёлам, не образующим коммуну.

## География
Село расположено на высоте 83 метров над уровнем моря. Через село протекает река Ялпужель, правый приток реки Ялпуг. Речной сток регулируется водохранилищем (озером) Борогань, которое расположено по течению реки выше населённого пункта.

## Население
По данным переписи населения 2004 года, в селе Борогань проживает 4528 человек (2273 мужчины, 2255 женщин).
Этнический состав села:
| Национальность | Число жителей | Процентный состав |
| -------------- | ------------- | ----------------- |
| молдаване      | 4458          | 98.45             |
| русские        | 20            | 0.44              |
| гагаузы        | 20            | 0.44              |
| румыны         | 9             | 0.2               |
| украинцы       | 7             | 0.15              |
| болгары        | 6             | 0.13              |
| прочие         | 8             | 0.18              |
| Всего          | 4528          | 100 %             |